# Marlowe (pel·lícula de 2022)
Marlowe és una pel·lícula de thriller policial neo-noir del 2022 dirigida per Neil Jordan, que va coescriure el guió amb William Monahan. Basada en la novel·la de 2014 The Black-Eyed Blonde de John Banville, escrita sota el seu nom de Benjamin Black, la pel·lícula és protagonitzada per Liam Neeson com el detectiu privat Philip Marlowe, un personatge de ficció creat per Raymond Chandler, i compta amb Diane Kruger, Jessica Lange, Adewale Akinnuoye-Agbaje, Alan Cumming, Francois Arnaud, Ian Hart, Danny Huston, Daniela Melchior i Colm Meaney. S'ha doblat i subtitulat al català.
Es va estrenar al 70è Festival Internacional de Cinema de Sant Sebastià el 24 de setembre de 2022 i es va estrenar a les sales el 15 de febrer de 2023 a càrrec d'Open Road Films i Briarcliff Entertainment. La pel·lícula va rebre comentaris diversos de la crítica.

## Repartiment
- Liam Neeson com a Philip Marlowe
- Diane Kruger com a Clare Cavendish
- Jessica Lange com a Dorothy Quincannon
- Adewale Akinnuoye-Agbaje com a Cedric
- Colm Meaney com a Bernie Ohls
- Daniela Melchior com a Lynn Peterson
- Alan Cumming com a Lou Hendricks
- Danny Huston com Floyd Hanson
- Seána Kerslake com Amanda Toxteth
- François Arnaud com a Nico Peterson
- Ian Hart com a Joe Green
- Patrick Muldoon com a Richard Cavendish